# M1917 Енфилд
M1917 Енфилд (енгл. M1917 Enfield) је америчка пушка решетирка калибра .30-06. Ова пушка је била разрађена на основи британске пушке Ли Енфилд.
Америчка војска је пушку М1917 користила током Првог светског рата. Уведена је 1917. године као надокнада за стандардну пушку M1903 Спрингфилд са којом је делила исту муницију, а која се више није производила у САД јер је базирана на немачком Маузеру. Пушком М1917 је било наоружано преко 75% припадника Америчких експедиционих снага  на западном фронту.  После рата се продавала цивилима и другим државама. Данас је још увек користи елитна данска Скијашка патрола Сириус, пре свега због њене изузетне поузданости у тешким климатским условима Гренланда.